# Éclipse solaire du 2 août 2027
 (mai 2008).
Si vous disposez d'ouvrages ou d'articles de référence ou si vous connaissez des sites web de qualité traitant du thème abordé ici, merci de compléter l'article en donnant les références utiles à sa vérifiabilité et en les liant à la section « Notes et références ».
L'éclipse du 2 août 2027 sera l'éclipse solaire homologue de celle du 22 juillet 2009. Ce sera l'une des plus longues du XXIe siècle. Cela sera la 17e éclipse totale du XXIe siècle, mais le 20e passage de l'ombre de la Lune sur Terre (en ce siècle).

## Visibilité

Parcours de l’éclipse sur la Terre.

Elle sera visible depuis l'Afrique du Nord : au Maroc, en Algérie, et en Tunisie.
L'Espagne sera le seul pays européen touché par la bande de totalité, à l'extrême sud de la péninsule Ibérique, puisque cette éclipse sera pratiquement centrée sur le détroit de Gibraltar. L'Espagne connaitra ainsi sa seconde éclipse totale en moins d'un an, car la précédente sera passée au nord du pays.

## Détails du parcours
Elle commencera au niveau de l'océan Atlantique à 8:23 UTC, avant d'aborder le territoire marocain au nord passant sur Tanger et Tétouan. Les enclaves espagnoles de Ceuta et Melilla seront également concernées par ce phénomène. Sur la péninsule ibérique, seule l'extrême sud de l'Espagne sera traversée (pointe sud de l'Andalousie : une partie des provinces de Cadix et de Malaga à la bordure nord de la bande de totalité) ainsi que le territoire britannique de Gibraltar.
Au fur et à mesure que l'ombre lunaire progressera vers l'est, son diamètre augmentera et la durée de totalité culminera dépassant 5 minutes un peu à l'est de Tétouan. Cette éclipse passera ensuite sur le territoire algérien, pour concerner notamment Oran et Tlemcen, Blida, Setif, Batna et Biskra.
Alger et Constantine se trouveront très près de la limite nord de la bande de totalité, la phase partielle étant à 99,9 %.
Par la suite, la Tunisie sera concernée par ce phénomène. L'ombre lunaire abordera le territoire tunisien en plein centre, passant par les villes de Kasserine, Gafsa, Sidi Bouzid, Kairouan, Mahdia et Gabes. La ligne de centralité sera légèrement décalée de la ville de Sfax qui se trouve à quelque 18 kilomètres au nord de celle-ci.
Pour la Tunisie, la dernière éclipse totale observée sur son territoire a eu lieu le 30 août 1905. La durée maximale observée dans le territoire tunisien sera un peu au sud des îles Kerkennah, avec jusqu'à 5 minutes 48 secondes de totalité.
Par la suite, l'éclipse abordera le territoire de la Libye et sa capitale Tripoli sur la bordure sud de la bande de totalité, ainsi que Benghazi qui sera sur la ligne de centralité.
Le maximum aura lieu en Égypte, atteignant 6 min 27 s de totalité avec une largeur de la bande de totalité de 277 km, à l'est des villes de Louxor et d'Assiout concernées aussi par la phase totale.
L'ombre lunaire traversera ensuite la mer Rouge en direction de l'Arabie saoudite et passera par les villes de Jedda et la Mecque, avant d'atteindre le Yémen et particulièrement la capitale Sanaa.
La dernière terre touchée sera le nord-est de la Somalie, pour se terminer au milieu de l'océan Indien à 11:49 UTC.

## Horaires de l'éclipse totale pour quelques villes
Toutes les heures sont indiquées dans l'horaire local:
| Ville     | Pays            | L'éclipse partielle commencera à | L'éclipse totale commencera à | Finale de l'éclipse totale | Durée de l'éclipse totale | Finale de l'éclipse partielle | Magnitude |
| --------- | --------------- | -------------------------------- | ----------------------------- | -------------------------- | ------------------------- | ----------------------------- | --------- |
| Tanger    | Maroc           | 08:40:33                         | 09:44:39                      | 09:49:29                   | 4 min 50 s                | 11:00:20                      | 1,034     |
| Cadix     | Espagne         | 09:40:42                         | 10:45:21                      | 10:48:16                   | 2 min 55 s                | 11:59:32                      | 1,007     |
| Tétouan   | Maroc           | 08:40:45                         | 09:45:07                      | 09:49:58                   | 4 min 51 s                | 11:01:07                      | 1,032     |
| Gibraltar | Royaume-Uni     | 09:41:04                         | 10:45:31                      | 10:49:58                   | 4 min 27 s                | 12:01:05                      | 1,021     |
| Malaga    | Espagne         | 09:42:03                         | 10:48:05                      | 10:49:58                   | 1 min 53 s                | 12:02:33                      | 1,003     |
| Nador     | Maroc           | 08:42:18                         | 09:48:19                      | 09:52:33                   | 4 min 15 s                | 11:05:21                      | 1,017     |
| Tlemcen   | Algérie         | 08:43:29                         | 09:50:56                      | 09:54:05                   | 3 min 09 s                | 11:08:18                      | 1,008     |
| Oran      | Algérie         | 08:44:24                         | 09:51:00                      | 09:56:08                   | 5 min 08 s                | 11:09:19                      | 1,036     |
| Blida     | Algérie         | 08:47:55                         | 09:57:09                      | 10:00:00                   | 2 min 52 s                | 11:15:20                      | 1,006     |
| Bou Saâda | Algérie         | 08:48:45                         | 09:57:54                      | 10:03:12                   | 5 min 17 s                | 11:18:29                      | 1,030     |
| Mahdia    | Tunisie         | 08:56:22                         | 10:08:44                      | 10:14:24                   | 5 min 39 s                | 11:31:42                      | 1,032     |
| Benghazi  | Libye           | 10:10:41                         | 11:27:52                      | 11:34:01                   | 6 min 09 s                | 12:53:16                      | 1,039     |
| Louxor    | Égypte          | 10:40:13                         | 12:02:03                      | 12:08:23                   | 6 min 20 s                | 13:26:30                      | 1,035     |
| La Mecque | Arabie saoudite | 12:01:53                         | 13:23:57                      | 13:29:08                   | 5 min 11 s                | 14:44:38                      | 1,018     |
| Marib     | Yémen           | 12:24:04                         | 13:44:05                      | 13:49:49                   | 5 min 44 s                | 15:01:35                      | 1,030     |